# Adoretus birmanus
Adoretus birmanus är en skalbaggsart som beskrevs av Gilbert John Arrow 1914. Adoretus birmanus ingår i släktet Adoretus och familjen Rutelidae. Utöver nominatformen finns också underarten A. b. flavescens.